# Niki List
Niki List (Viena, 28 de juny 1956 - † 2 d'abril de 2009) va ser un director de cinema, guionista i productor austríac. Va ser considerat un destacat representant del Cinema austríac.

## Argument
Després de graduar-se a l'Akademisches Gymnasium el 1975, List va estudiar inicialment estudis teatrals a Viena. Des de 1977 va assistir a l'Institut Federal Superior d'Ensenyament i Recerca d'Arts Gràfiques de Viena, departament de fotografia, del qual es va graduar amb honors el 1980.
Mentre encara estava estudiant, va treballar en diversos projectes teatrals, per exemple com a actor a Amok (1975) i Living Theater (1976). El 1980 i el 1981 va ser assistent de direcció al Künstlerhaus i al Konzerthaustheater.
El 1986 va aconseguir el tercer èxit de públic d'una pel·lícula austríaca als cinemes austríacs amb unes 441.000 entrades amb el llargmetratge Müllers Büro, una sàtira musical i detectivesca.
Més tard també va dirigir ell mateix el teatre, per exemple el 1993 a St. Gallen a l'estrena de Chapling de Jürg Federspiel així com el 2006 a la Neue Bühne de Villach i el 2007 al Viena Metropol per a la peça Müllers Büro – Das Musical.
La nit de l'1 d'abril de 2009, List va assistir a la festa d'estrena de l'Acadèmia de Cinema de Viena. En una festa posterior a un bar del centre, va caure i va quedar inconscient. Els socorristes el van declarar mort a les 2 de la matinada. L'urna amb les restes de Niki List va ser enterrada en una tomba dedicada (grup 40, núm. 76) està enterrat al Cementiri Central de Viena.

## Filmografia (selecció)
- 1991: Lachen der Maca Daracs
- 1991: I Love Vienna – director: Houchang Allahyari

com a director
- 1980: Sehnsüchte Südfrüchte
- 1982: Café Malaria
- 1984: Mama lustig …?
- 1986: Die Dreckschleuder
- 1986: Müllers Büro
- 1988: Sternberg – Shooting Star
- 1989: Nummer 11
- 1990: Werner – Beinhart! (història marc)
- 1990: Ach, Boris…
- 1992: Muß denken
- 1994: Der Schatten des Schreibers
- 1995: Copa Cagrana
- 1998: Helden in Tirol (com a Lorenz Luftsprung)
- 2001: Mein Boss bin ich
- 2002: Nick Knatterton – Der Film

com a productor
- 1994: Ein Anfang von etwas – director: Nikolaus Leytner
- 1995: Auf Teufel komm raus – director: Wolfgang Murnberger
- 2000: Die Nichte und der Tod (telefilm)
- 2002: Gebürtig – director: Robert Schindel, Lukas Stepanik
- 2004: Der Weihnachtshund
- 2005: Zwei Weihnachtshunde

Com a guionista
- 1986: Müllers Büro
- 1990: Ach, Boris…
- 1994: Der Schatten des Schreibers
- 1998: Helden in Tirol

## Premis
- Premi Max Ophüls 1983 per "Café Malaria"
- Premi de cinema austríac (1984, 1986, 1988)
- Festival Internacional de Cinema de Tòquio: Young Cinema Tokyo Award per "Müllers Büro"
- Festival de Cinema de Trento: Premi per "Helden in Tirol"
- Atorgament del títol professional de Professor (presentat al Ministeri d'Educació l'11 de març de 2009)[3]